# Rosewell
Rosewell ist eine Ortschaft in der schottischen Council Area Midlothian. Sie liegt im Zentrum der Region rund zwölf Kilometer südlich des Zentrums von Edinburgh und sechs Kilometer nordöstlich von Penicuik zwischen dem North Esk und dem Shiel Burn. Die nächstgelegenen Ortschaften sind Roslin, Bonnyrigg, Loanhead und Newtongrange.
In der Umgebung von Rosewell befinden sich das Schloss Hawthornden Castle sowie das Herrenhaus Whitehill House.

## Geschichte
Inmitten eines Kohleabbaugebiets gelegen, entwickelte sich Rosewell als Bergarbeitersiedlung der Whitehill Colliery. Deren Eigentümer, der Kohlebaron Archibald Hood, ließ im späten 19. Jahrhundert einen Großteil der Häuser errichten. Die Steine stammen aus der zugehörigen Ziegelei, die als Nebenprodukt des Kohleabbaus anfallenden Ton verwertete. Hood sorgte auch für den Bau öffentlicher Einrichtungen wie Schulen, Kirchen und Geschäften. Nach Hoods Zusammenschluss mit Schomberg Kerr, 9. Marquess of Lothian entstand die Lothian Coal Company, welche Rosewell bis zur Verstaatlichung des Kohlebergbaus in den 1940er Jahren leitete. Das Bergwerk schloss 1961.
Mit dem Einzug des Kohlebergbaus stieg die Einwohnerzahl von 390 im Jahre 1861 innerhalb von 20 Jahren auf 2129 an. Im 20. Jahrhundert zeigte sich die Einwohnerzahl rückläufig. So sank sie von 1930 im Jahre 1951 auf 1566 bei der Zensuserhebung 2011 ab.

## Verkehr
Rosewell liegt an der A6094, welche die Ortschaft im Nordosten an die A7 und im Südwesten an die A703 anschließt. Mit dem Flughafen Edinburgh befindet sich ein internationaler Verkehrsflughafen in 15 Kilometer Entfernung.